# 그뢰나선
그뢰나선(스웨덴어: Gröna linjen)은 스톡홀름 지하철의 노선 중 하나이다. 총 49개의 역이 있으며 지상역 37개, 지하역 12개이다. 총 노선 길이는 41.256 km이다. 2005년 기준 년간 수송객 1억 4600만 명, 2006년 기준 평일 수송객 48만 2천명이다.
총 3개의 지선과 운행 계통 T17, T18, T19호선이 존재한다. T17호선은 오셰스호브 역에서 시작하여 스카르프넥, T18호선은 알비크 역에서 시작하여 파르스타 스트란드, T19호선은 헤셀뷔 스트란드 역에서 시작하여 학세트라 역까지 운행한다. 알비크-굴마르스플란 간은 모든 운행 계통이 공통으로 운행하며, 굴마르스플란 역에서 T19호선, 셰르마르브링크 역에서 T17/T18호선이 분기한다. 가장 긴 터널 구간은 감라스탄-오덴플란-상트 에릭스 교(3.4km), 슬루센-스칸스툴 교(1.5km), 상트 에릭스 교-린드하겐스플란(1.2km) 구간이다.
2008년 겨울에 측정한 최다 승차자 역은 다음과 같다.
| 순위 | 역                 | 승차량 |
| ---- | ------------------ | ------ |
| 1.   | T-센트랄렌         | 58 000 |
| 2.   | 슬루센             | 43 000 |
| 3.   | 굴마르스플란       | 35 000 |
| 4.   | 프리드헴스플란     | 31 000 |
| 5.   | 회토리에트         | 30 000 |
| 6.   | 스칸스툴           | 27 000 |
| 7.   | 오덴플란           | 24 000 |
| 8.   | 로드만스가탄       | 24 000 |
| 9.   | 메드보리아르플라첸 | 22 000 |
| 10.  | 상트 에릭스플란    | 21 000 |

## 역사
1950년 10월 1일 슬루센-회카렝엔 구간이 개통되었다. 1957년 회토리에트-슬루센 사이가 개통되었고, 그뢰나 선의 떨어진 두 부분이 연결되었다. 현재의 노선은 대부분 1960년이 되기 전에 개통되었다. 1971년과 1994년 파르스타 스트란드 역과 스카르프넥 역이 개통되었고, 스카르프넥 역은 스톡홀름 지하철에서 100번째로 개통된 역이다.
도시 철도가 개통되기 전 일부 노선은 지하 노면 전차 노선으로 개업하였다.
- 1933년 쇠데르 터널
- 1934년 트라네베리 교
- 1946년 스칸스툴 교. 이후 도시 철도 노선으로 편입되었다.
- 1944년 엥뷔 선(알비크-오셰스호브)
- 1930년대 외르뷔 선(글로벤-스투레뷔), 이후 평면 교차가 해소되었다.

도시 철도와 노면 전차 노선의 차이는 전차선의 위치(노면 전차는 가공 전차선, 도시 철도는 차량 하부), 평면 교차 여부이다.

## 시설 개선
2008년 3월 25일-8월 17일 동안 셰마르브링크-파르스타 스트란드 구간이 영업을 중지하였고, 굴마르스플란 광장에서 대체 버스가 운행하였다.

## 같이 보기
- 뢰다 선
- 블로 선